# Vulpin
Alopecurus
Cet article possède des paronymes, voir Vulpini, Vulpinite et Vulpinus, Vulpina, Vulpinum.
Genre
Synonymes
- Alopecuropsis Opiz[2]
- Cerdosurus Ehrh.[2]
- Colobachne P. Beauv.[2]
- Tozzettia Savi[2]

Alopecurus (les vulpins) est un genre de plantes monocotylédones de la famille des Poaceae (graminées), sous-famille des Pooideae, originaire des régions tempérées et froides, qui comprend une trentaine d'espèces. 
Ce sont  des plantes herbacées, vivaces ou annuelles, rhizomateuses ou stolonifères, dont les tiges peuvent atteindre 110 cm de long. Les inflorescences sont des panicules contractées ou spiciformes. 
Plusieurs espèces sont cultivées comme plantes fourragères. Certaines sont des adventices des champs de céréales à paille. Certaines d'entre elles deviennent résistantes au glyphosate.
Alopecurus est un mot d'origine grecque signifiant « queue de renard » (référence à la forme de l'épi). Le mot français « vulpin » a la même signification (du latin vulpes, le renard).
Le nombre chromosomique de base est x = 7. Le niveau de ploïdie varie selon les espèces de 2n = 2x = 14 à 2n = 14 x = 98. Les espèces à haut niveau de ploïdie appartiennent aux régions montagneuses ou arctiques, alors que les espèces diploïdes ou tétraploïdes se trouvent dans les plaines et ont une aire de répartition bien plus vaste.

## Liste d'espèces
Selon The Plant List (1 avril 2018) :
- Alopecurus aequalis Sobol.
- Alopecurus albovii Tzvelev
- Alopecurus alpestris Czerep.
- Alopecurus alpinus Vill.
- Alopecurus anatolicus Dogan
- Alopecurus apiatus Ovcz.
- Alopecurus arundinaceus Poir.
- Alopecurus aucheri Boiss.
- Alopecurus baptarrhenius S.M.Phillips
- Alopecurus bonariensis Parodi & Thell.
- Alopecurus borii Tzvelev
- Alopecurus bornmuelleri Domin
- Alopecurus brachystachyus M.Bieb.
- Alopecurus brachystylus Peterm.
- Alopecurus bulbosus Gouan
- Alopecurus carolinianus Walter
- Alopecurus creticus Trin.
- Alopecurus dasyanthus Trautv.
- Alopecurus davisii Bor
- Alopecurus geniculatus L.
- Alopecurus gerardii (All.) Vill.
- Alopecurus glacialis K.Koch
- Alopecurus haussknechtianus Asch. & Graebn.
- Alopecurus heleochloides Hack.
- Alopecurus himalaicus Hook.f.
- Alopecurus hitchcockii Parodi
- Alopecurus japonicus Steud.
- Alopecurus laguroides Balansa
- Alopecurus lanatus Sm.
- Alopecurus longiaristatus Maxim.
- Alopecurus magellanicus Lam.
- Alopecurus marssonii Hausskn.
- Alopecurus mucronatus Hack.
- Alopecurus myosuroides Huds.
- Alopecurus nepalensis Trin. ex Steud.
- Alopecurus plettkei Mattf.
- Alopecurus ponticus K.Koch
- Alopecurus pratensis L.
- Alopecurus rendlei Eig
- Alopecurus saccatus Vasey
- Alopecurus setarioides Gren.
- Alopecurus textilis Boiss.
- Alopecurus turczaninovii O.D.Nikif.
- Alopecurus turicensis Brügger
- Alopecurus utriculatus Sol.
- Alopecurus vaginatus (Willd.) Kunth
- Alopecurus winklerianus Asch. & Graebn.

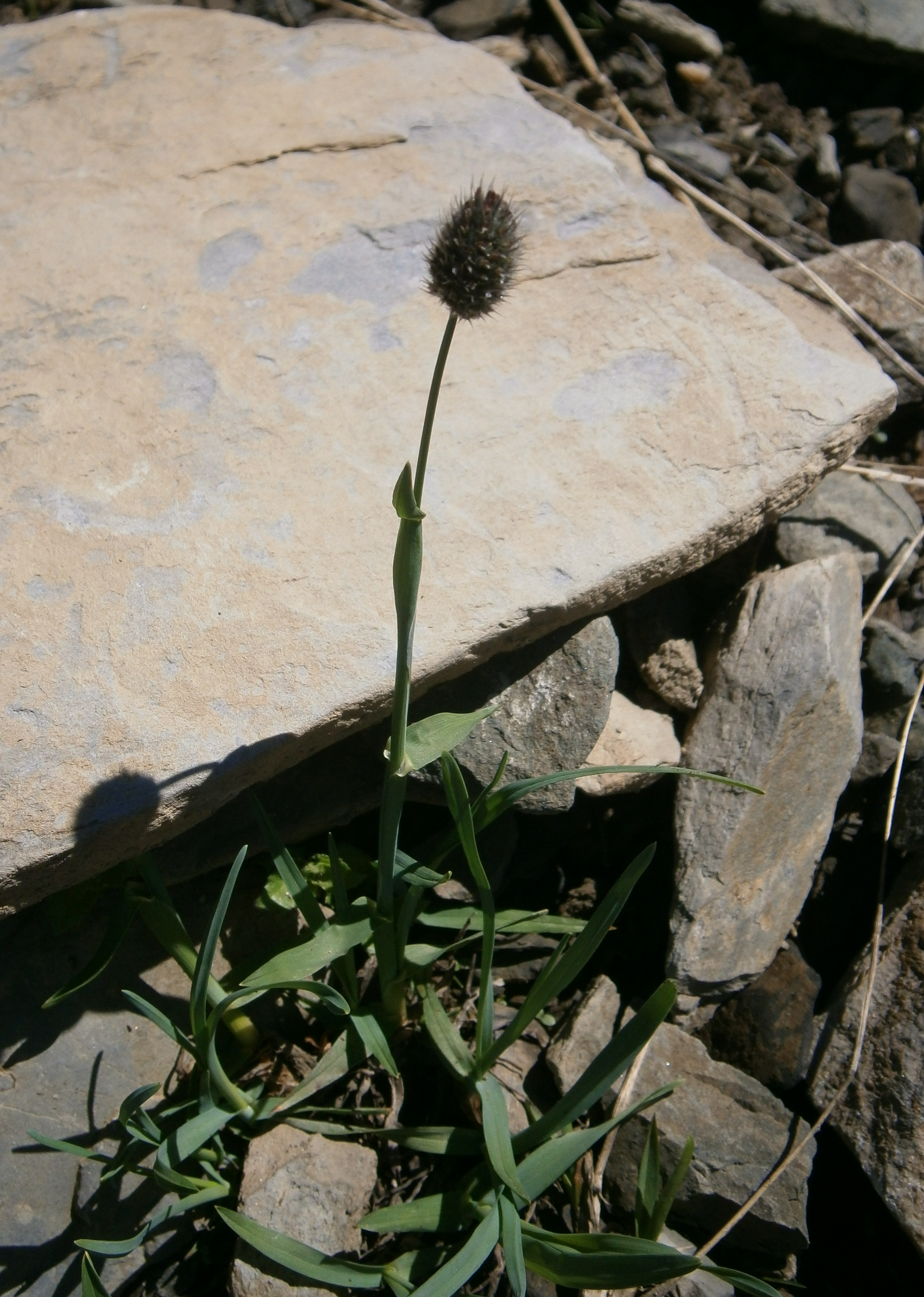
Spécimen dAlopecurus gerardii en Oisans